# George Adams (sassofonista)
George Rufus Adams (Covington, 29 aprile 1940 – New York, 14 novembre 1992) è stato un sassofonista statunitense.
Nel corso della sua carriera ha collaborato con Charles Mingus, Gil Evans, Roy Haynes, Don Pullen (George Adams-Don Pullen Quartet), James Blood Ulmer, McCoy Tyner, Hannibal Peterson e altri artisti.

## Discografia parziale
- Jazz a Confronto 22 (Horo, 1975)
- Suite for Swingers (Horo, 1976)
- Paradise Space Shuttle (Timeless Muse, 1979)
- Sound Suggestions (ECM, 1979)
- Hand to Hand (Soul Note, 1980)
- Melodic Excursions (Timeless, 1982)
- Gentlemen's Agreement (Soul Note, 1983)
- More Sightings (Enja, 1984 - pubblicato nel 1994)
- Nightingale (Blue Note, 1989)
- America (Blue Note, 1989)
- Old Feeling (Something Else, 1991)